# Piemontit
Piemontit là một khoáng vật silicat đảo kép, thuộc nhóm epidot. có công thức hóa học là Ca2(Al,Mn3+,Fe3+)3(SiO4)(Si2O7)O(OH). Nó có mặt trong các đá biến chất của tướng đá phiến lục đến tướng amphibolit và trong các mạch nhiệt dịch nhiệt độ thấp trong các đá núi lửa bị thay thế. Nó cũng có mặt trong các tích tụ quặng mangan bị biến chất trao đổi. Các khoáng vật đi cùng: epidot, tremolit, glaucophan, orthoclase, thạch anh và canxit.